# Réparation valvulaire cardiaque
La réparation valvulaire ou plastie valvulaire est une procédure chirurgicale effectuée par un chirurgien cardiaque afin de traiter un rétrécissement ou une fuite valvulaire. Ces techniques de réparation, décrite au début pour la valve mitrale et tricuspide, ont été par la suite utilisées avec succès pour la valve aortique. Des techniques moins invasives, ne nécessitant pas de sternotomie ni de circulation extracorporelle existent également.

## Réparation valvulaire mitrale

### Historique
En 1923, le Dr Elliott Cutler (en) de l'hôpital Peter Bent Brigham a pratiqué avec succès la première opération sur une valve cardiaque au monde, une réparation de la valve mitrale. Le patient était une jeune fille de 12 ans souffrant d'une sténose mitrale rhumatismale.
Le développement de la circulation extracorporelle dans les années cinquante, ouvre la voie au remplacement valvulaire cardiaque par prothèse artificielle, technique jugée plus fiable et plus reproductible. Dans les années 80, le chirurgien français Alain Carpentier repopularise la réparation de la valve mitrale en décrivant plusieurs techniques fiables et reproductibles.

### Techniques
L'approche classique pour une chirurgie mitrale est la sternotomie et la circulation extracorporelle ; dans les années 2000, plusieurs techniques dites mini invasives avec ouverture limitée du thorax ou même percutanée ne nécessitant ni ouverture du thorax ni circulation extracorporelle ont été décrites.
Les techniques de réparation de la valve mitrale sont nombreuses et dépendent du mécanisme exact de dysfonctionnement de la valve. On peut citer :
- la commissurotomie pour rétrécissement mitral ;
- la mise en place d'un anneau prothétique afin de réduire le diamètre de l'anneau mitral qui est dilaté et lui rendre sa forme physiologique ;
- la résection d'une partie déchirée ou infectée ;
- le remplacement de cordages malades rompus par des fils artificiels.

### Indications
La réparation de la valve est toujours préférable à son remplacement, due aux complications des prothèses valvulaires cardiaques : thrombose sanguine et endocardite pour les valves mécaniques, endocardite et durée de vie limitée pour les bioprothèses ; mais la réparation d'une valve n'est pas toujours possible et c'est le chirurgien en se basant sur l'échographie cardiaque puis directement en analysant la valve une fois le cœur ouvert qui va juger de la possibilité ou non de réparer la valve malade.

## Réparation valvulaire tricuspide

### Techniques
La technique de réparation la plus courante pour la valve tricuspide est la mise en place d'un anneau prothétique de diamètre adapté.

### Indications
La chirurgie de réparation d'une valve tricuspide insuffisante ou beaucoup plus rarement sténosante accompagne le plus souvent une chirurgie mitrale ou une autre pathologie cardiaque (chirurgie aortique, communication interauriculaire...). Elle est parfois la seule lésions à corriger.

## Réparation valvulaire aortique

### Historique
La première tentative de réparation valvulaire aortique a été effectué en 1912 par le chirurgien français Theodore Tuffier, d'autres chirurgiens ont tenté différentes techniques afin de réparer les mal fonctions des valves cardiaques, mais ces techniques furent rapidement abandonnée après le succès des remplacements valvulaires. Dans les années 90, et devant les bons résultats des réparations valvulaires mitrales, un regain d’intérêt s'est fait pour la réparation de la valve aortique.

### Techniques

#### En cas de rétrécissement aortique
La réparation d'une valve sténosée est rarement réalisable et on est souvent obligé de la remplacer, une commissurotomie et un amincissement prudent des trois valvules qui sont fusionnées et épaissies peuvent être tentées, notamment chez l'enfant, mais la durabilité de cette technique n'est pas importante.

#### En cas d'insuffisance aortique
Après une analyse soigneuse des lésions, plusieurs techniques peuvent être proposées :
- en cas de rétraction des valves, une extension de ces dernières avec du péricarde est possible ;
- en cas d'excès de valve, une plicature des cusps prolabées est effectuée ;
- en cas de dilatation de l'anneau, une réduction de celui-ci est nécessaire.

#### En cas d'anévrisme de l'aorte ascendante
La dilatation de l'aorte ascendante peut entrainer une insuffisance aortique en tirant sur le culot aortique, essentiellement deux techniques ont été décrites afin de traiter l'anévrisme et corriger l'insuffisance aortique sans remplacer la valve :
- la technique de remodelage, décrite par Magdi Yacoub en 1983 ;
- la technique de réimplantation, décrite par Tirone David en 1992.

### Indications
Bien que moins utilisée que la réparation de la valve mitrale, la réparation de la valve aortique peut être tentée chaque fois que c'est possible afin d'éviter les différentes complications des valves artificielles en cas de remplacement.